# Uzelia tadjika
Uzelia tadjika är en urinsektsart som beskrevs av Olga M. Martynova 1971. Uzelia tadjika ingår i släktet Uzelia och familjen Isotomidae. Inga underarter finns listade i Catalogue of Life.